# 福克斯蔡斯 (肯塔基州)
福克斯蔡斯（英語：Fox Chase），是美国肯塔基州的一座城市。面积约为1平方公里（0.4平方英里）。根据2010年美国人口普查，该市的人口为447人。